# Argecom
Argecom Pitești este o companie de construcții din România, deținută de omul de afaceri Gheorghe Axinte.
Argecom este fostul Trust de Construcții Industriale, înființat în 1964, care s-a privatizat în 1994 prin metoda MEBO (preluarea acțiunilor de către manageri și angajați).
Gheorghe Axinte, care în anul 2009 era unul dintre cei mai importanți oameni de afaceri din Pitești și un apropiat al partidului PSD, a preluat în anul 2000 compania Argecom și a investit în dezvoltarea afacerii circa 10 milioane de euro.
Axinte mai deține alte două companii din domeniul construcțiilor: Corint Târgoviște și Trustul de Autostrăzi și Drumuri.
În anul 2012, compania a intrat în insolvență.
Număr de angajați în 2009: 200 
Cifra de afaceri:
- 2011: 70 milioane lei [3]
- 2010: 81 milioane lei [4]
- 2008: 136 milioane lei [3]